# Сент-Экзюпери-ле-Рош
Сент-Экзюпери́-ле-Рош (фр. Saint-Exupéry-les-Roches, окс. Sent Sepieri) — коммуна во Франции, находится в регионе Лимузен. Департамент — Коррез. Входит в состав кантона Юссель-Эст. Округ коммуны — Юссель.
Код INSEE коммуны — 19201.
Коммуна расположена приблизительно в 380 км к югу от Парижа, в 95 км юго-восточнее Лиможа, в 55 км к северо-востоку от Тюля.

## Население
Население коммуны на 2008 год составляло 537 человек.
| 1962 | 1968 | 1975 | 1982 | 1990 | 1999 | 2008 |
| ---- | ---- | ---- | ---- | ---- | ---- | ---- |
| 676  | 564  | 509  | 474  | 515  | 529  | 537  |

## Администрация
| Период | Период | Фамилия         | Партия | Примечания |
| ------ | ------ | --------------- | ------ | ---------- |
| 2001   | 2008   | Жорж Туке       |        |            |
| 2008   |        | Жан-Пьер Бодеве |        |            |

## Экономика
В 2007 году среди 329 человек в трудоспособном возрасте (15-64 лет) 263 были экономически активными, 66 — неактивными (показатель активности — 79,9 %, в 1999 году было 68,0 %). Из 263 активных работали 252 человека (137 мужчин и 115 женщин), безработных было 11 (4 мужчины и 7 женщин). Среди 66 неактивных 12 человек были учениками или студентами, 33 — пенсионерами, 21 были неактивными по другим причинам.

## Достопримечательности
- Замок Ла-Ган[фр.] (XV век). Памятник истории с 1980 года[3]
- Церковь Сент-Экзюпери-э-Сен-Морис (XI—XII века)

## Фотогалерея

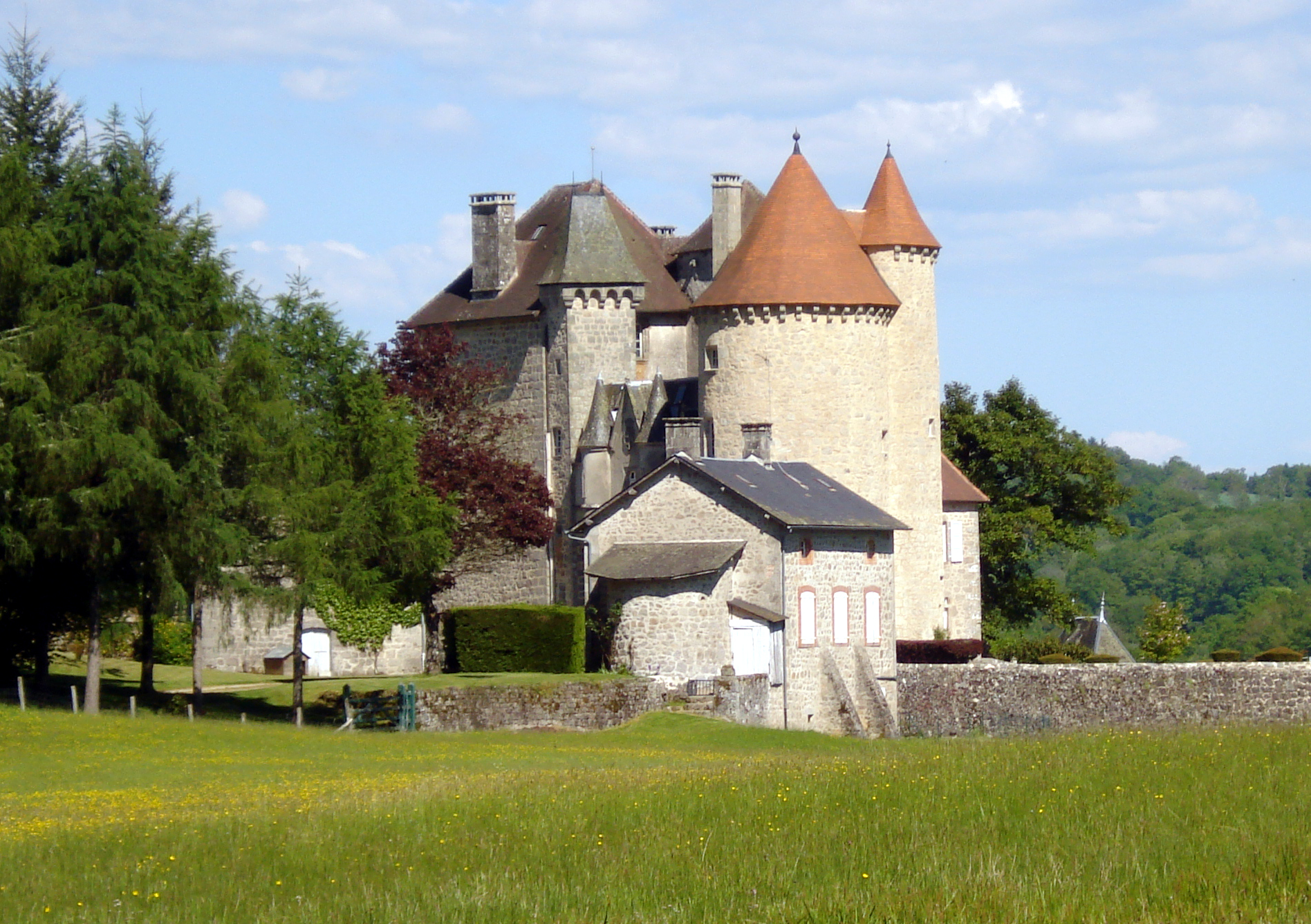
Замок Ла-Ган
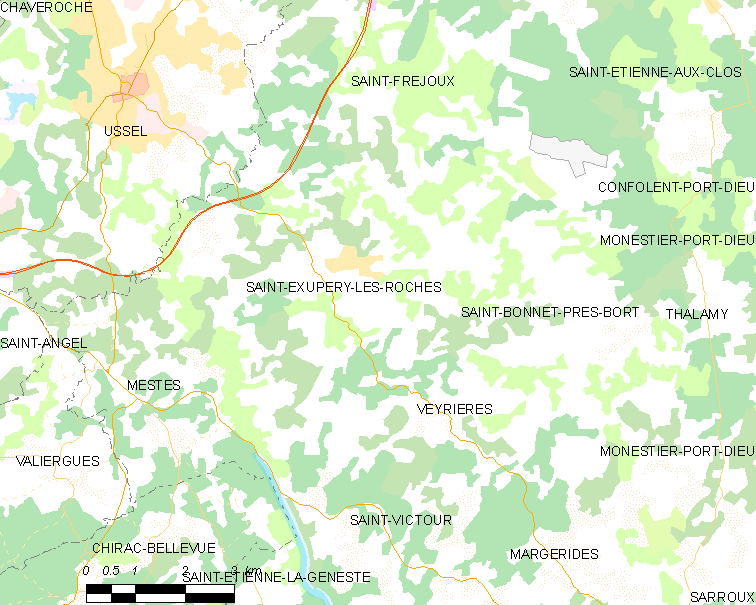
Карта коммуны